# Grimacco
Grimacco (słoweń. Garmak) – miejscowość i gmina we Włoszech, w regionie Friuli-Wenecja Julijska, w prowincji Udine.
Według danych na rok 2004 gminę zamieszkiwało 488 osób, 30,5 os./km².